# 亞特蘭大 (密西西比州)
亞特蘭大（英語：Atlanta）是位於美國密西西比州奇克索縣的非建制地區。

## 歷史
亞特蘭大的郵局於1874年設立，其後於1908年停運。

## 地理
亞特蘭大所處的海拔為高於海平面124米（即407英呎），而該地所採用的時區為UTC-6，即北美中部時區（CST）。同時該地設有夏令時間，為UTC-6調快一小時，即UTC-5（CDT）。